# 绊脚石 (电影)
《绊脚石》（德語：Stolperstein）是德国一部关于艺术项目绊脚石的纪录片。该片由德特·弗兰克导演，生动塑造了项目的发起者和主要推动人——雕塑家贡特·德姆尼希，讲述了绊脚石项目从创立到发展的复杂过程，超过22000块绊脚石的产生历程，和由此引发的公众争议，以及当今社会对众多纳粹受害者的人生经历所秉持的观点和态度。

## 上映日期
2008年8月，电影在罗加诺国际影展上放映。2008年9月7日，Arte电视台播放了电影的一段缩减版。2008年10月8日，电影参展奥斯纳布吕克独立电影节并参与了奥斯纳布吕克和平电影奖的角逐。2008年11月1日，电影在科隆的Odeo电影院举行院线首映式，并从11月6日起在全德国上映。多家电视台也放映了电影的一个45分钟缩减版。

## 影片内容
电影的主角是带着牛仔帽的概念艺术家贡特·德姆尼希。当时，他已经把超过22000个德国和欧洲受纳粹迫害者的名字嵌入人行道。而这些只是六百万受难者中的一部分，他们中的大部分都被忘记了。德特·弗兰克导演陪同德姆尼希去拜访他的同伴和助手。德姆尼希的项目遭到新纳粹主义的反对，犹太社区代表的抵制，在某些地方甚至还遭到禁止。尽管如此，每块绊脚石背后，都有志愿者和私人捐助的大力支持。过去数年里，许多地方都发起了公民运动，且运动的规模日益壮大。这部电影不仅是对艺术家的刻画，也是一部公路电影，同时也记述了这个世界上最大的非集中式纪念碑的发展史。导演弗兰克记述了一位不知疲倦、把唤醒世人重新关注那些被遗忘的个人历史当做毕生事业的艺术家。
各地的人看过电影之后，反应不一：
- 汉堡的三个女人不遗余力地擦亮绊脚石，以弥补她们曾经在纳粹亲卫队工作的父亲留下的沉重遗产。
- 英国的一名男子为了留下自己被害父母在慕尼黑寓所前的绊脚石，和慕尼黑市议会的克里斯蒂安·乌德（德语：Christian Ude）、德国犹太人中央委员会（德语：Zentralrat der Juden in Deutschland）前主席夏洛特·克诺布洛赫（德语：Charlotte_Knobloch）发生争论，但最终失败。
- 奥地利的两个辛提人把霍赫布格-阿赫的两块绊脚石当做他们祖父的墓碑。
- 匈牙利的一个年轻女人希望借这个艺术项目来发动她的同胞讨论被压抑的过去。

越来越多的人认识到绊脚石不仅仅是一个小小的铜板，而是为人们提供了一种面对历史的机会。大量的咨询和申请接踵而至，艺术家德姆尼希依然坚持手工制作和铺装每一块绊脚石。他认为只有这样，才能将当年受难者的个人命运真正带回他们的家。在电影里，德姆尼希说：

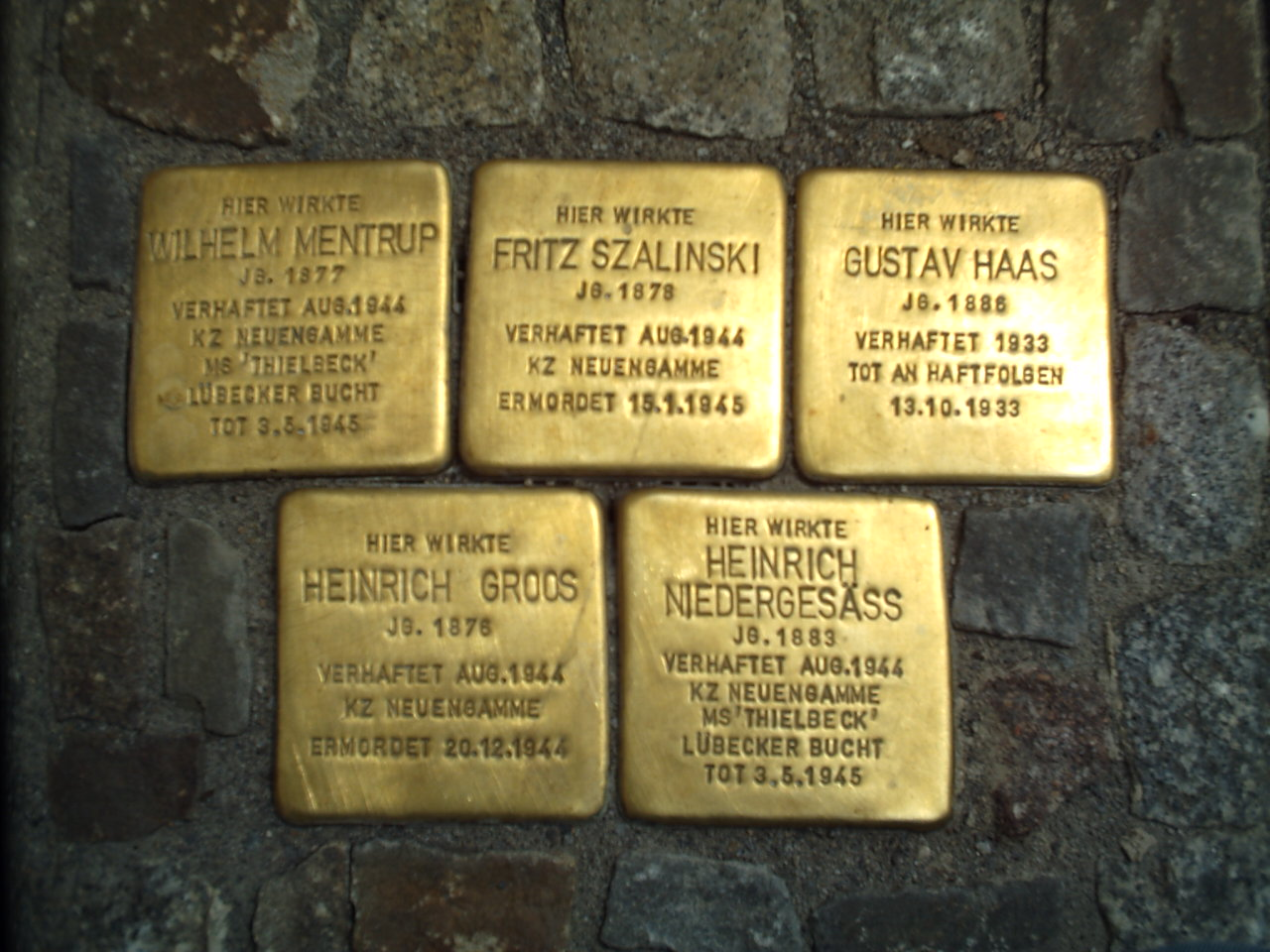
奥斯纳布吕克的绊脚石，2008年。

|  | 我觉得，我们想通过一种方式来减轻我们的负罪感。其实，站在绊脚石前的应该是我们的父母。但现在，只有我们这些做孩子的替他们站在这里了。 Ich glaube, wir möchten irgendwie das Gefühl haben, dass wir unsere Schuld abtragen. Wenn da jetzt unsere Eltern stehen würden, vor den Stolpersteinen, das wäre richtig. Stattdessen stehen wir Kinder davor. |

## 评论
- Arte电视台：“越来越多的人认识到绊脚石不仅仅是一个小小的铜板，而是为人们提供了一种面对历史的机会。艺术家德姆尼希依然坚持手工制作和铺装每一块绊脚石。他认为只有这样，才能将当年受难者的个人命运真正带回他们的家。”[2]
- Film-suche.de：“科隆艺术家贡特·德姆尼希想为六百万由于种族和政治原因被纳粹屠杀的人在他们生前的住所前立下这些纪念石块，有点疯狂的成分。这是一个现代版的西西弗斯的苦役，仅仅通过一个小小的动人的举动，将纳粹无以言表的滔天罪行，通过就在我们身边的一个个驱逐行动的发生地，变得触手可及。”[3]
- Gay-web.de：“多特·弗兰克跟随艺术家贡特·德姆尼希踏上他在德国、奥地利和匈牙利的铺石之旅，为我们展示了科隆这个手工业城市以及德姆尼希艺术项目的发展史。这个项目已经渐渐发展成为一种逻辑上的挑战。这种挑战不光针对艺术家德姆尼希，也包括委托德姆尼希铺‘绊脚石’的那些人。委托人的叙述表明，无论是‘绊脚石’，还是其所代表的个体怀念文化，都是有意义的。正因如此，这个非集中式的艺术项目与柏林的大屠杀纪念碑一起被置于一场激烈的讨论中。”[4]
- 《日报》：“无论从政治角度，还是从电影美学的角度来讲，如果这部电影能再讲述一下绊脚石项目在慕尼黑遇到的让人失望的阻力，以及德姆尼希为之付出的非凡贡献，一定会更好看。可德法合作的arte电视台却没把德特·弗兰克这部的电影当回事：电影的播出时间是一个周日的中午一点。”[5]

## 影片租借
根据官方声明，未曾在院线上映的城市和地区也可以另行放映《绊脚石》。此外，也可以组织邀请女导演德特·弗兰克、艺术家贡特·德姆尼希和乌塔·弗兰克参加讨论活动。

## 注解
1. ↑  《用脚踩——艺术家德姆尼希的绊脚石作为纪念碑饱受争议（Mit Füßen getreten -  Stolpersteine des Künstlers Demnig sind als Form des Gedenkens umstritten）》，3sat，2008年8月26日。（德文）
2. ↑  arte电视台的评论[永久]，2008年9月7日。（德文）
3. ↑  Film-suche.de的评论 （页面存档备份，存于）。（德文）
4. ↑  Gay-web.de的评论[永久]。（德文）
5. ↑  taz的评论，2008年9月9日。（德文）
6. ↑  项目主页，近况介绍 （页面存档备份，存于），2008年8月20日的记录有此声明。（德文）